# 레우케역
레우케역(일본어: 礼受駅)은 일본 홋카이도 루모이시에 위치한 홋카이도 여객철도 루모이 본선의 철도역이다. 단선 승강장 1면 1선의 구조를 갖춘 지상역이다.

## 이용 현황
- 1992년도 : 12명

## 역 주변
- 국도 제231호선

## 역사
- 1921년 11월 5일 : 일본국유철도 루모이 선 루모이 역 - 마시케 역 간 개통(루모이 선 전체 개통)에 수반해 개업. 일반역.
- 1931년 10월 10일 : 선로명을 루모이 본선으로 개칭. 그것에 수반해 그 선의 역이 된다.
- 1960년 9월 15일 : 화물 취급 폐지.
- 1962년 4월 1일 : 업무위탁화.
- 1984년 2월 1일 : 소화물 취급 폐지. 동시에 무인화.
- 1980년대 후반 : 역사 개축, 화차역으로 한다.
- 1987년 4월 1일 : 일본국유철도 분할 민영화에 의해, 홋카이도 여객철도가 승계.
- 1997년 4월 1일 : 선로명을 루모이 본선으로 개칭, 그것에 수반해 그 선의 역이 된다.
- 2016년 12월 5일 : 역 업무를 폐지.

## 인접 역
| 홋카이도 여객철도 루모이 본선 | 홋카이도 여객철도 루모이 본선 | 홋카이도 여객철도 루모이 본선 |
| ----------------------------- | ----------------------------- | ----------------------------- |
| 세고시 후카가와 방면          | 루모이 본선                   | 아훈 마시케 방면              |